# Irving L. Lichtenstein
Irving Lester Lichtenstein (* 21. Februar 1920 in Philadelphia, Pennsylvania; † 11. Juni 2000 in Marina del Rey, Kalifornien) war ein amerikanischer Chirurg. Er entwickelte eine nach ihm benannte Operationstechnik, mit der die Behandlung von Hernien grundlegend verbessert wurde, und gilt aus diesem Grund als Pionier der Hernienchirurgie.

## Leben
Irving Lichtenstein wurde 1920 in Philadelphia geboren und studierte Medizin an der University of Pennsylvania sowie am Hahnemann Medical College, einer Vorläufereinrichtung der medizinischen Fakultät der Drexel University. Später wirkte er am Cedars-Sinai Medical Center in Los Angeles sowie als Dozent an der medizinischen Fakultät der University of California, Los Angeles (UCLA). Ab dem Ende der 1950er Jahre entwickelte er, basierend auf Beobachtungen und experimentellen Untersuchungen zur Belastbarkeit von chirurgischen Nähten und zur Wundheilung, eine neue Operationsmethode zur Behandlung von Hernien. Grundlage waren die Vermeidung des Zusammenziehens des zu vernähenden Gewebes sowie lokale Betäubung anstelle von Vollnarkose.
Während einer Tagung der American Medical Association im Jahr 1964 in San Francisco stellte er seine Methode erstmals der Fachwelt vor. Zu seinen Weiterentwicklungen der Technik zählten in der Folgezeit die Entwicklung vereinfachter Nahttechniken und der Einsatz von kunststoffbasierten Netzen zur Verhinderung des Wiederauftretens der Hernie. Die Hernienbehandlung nach Lichtenstein fand, neben der von Edward Earle Shouldice entwickelten Leistenbruchoperation nach Shouldice, ab dem Ende der 1980er Jahre weltweite Verbreitung und gilt in den Vereinigten Staaten aufgrund der geringen Komplikationsrate, ihres hohen Patientenkomforts und der geringen Kosten als Goldstandard. Sie kann ambulant erfolgen und führt im Vergleich zu anderen Techniken zu deutlich kürzeren Rehabilitation- und Arbeitsunfähigkeitsphasen.
Irving Lichtenstein ließ sich später in eigener Praxis in Beverly Hills nieder. Neben seinem ärztlichen Wirken war er langjähriges aktives Mitglied der American Civil Liberties Union. Er war zweimal verheiratet und Vater von vier Töchtern. Im Alter von 80 Jahren starb er im Jahr 2000 in Marina del Rey infolge einer langjährigen Erkrankung an Morbus Parkinson. Nach ihm benannt ist neben der von ihm entwickelten OP-Technik zur Hernienbehandlung, die im deutschsprachigen Raum als Lichtenstein-Operation bezeichnet wird, die Lichtenstein Amid Hernia Clinic, die 1984 von ihm als Lichtenstein Hernia Institute gegründet worden war, seit 2007 zur UCLA gehört und im Jahr 2011 ihren derzeitigen Namen erhielt.

## Werke (Auswahl)
- Local Anesthesia for Hernioplasty: Immediate Ambulation and Return to Work - A Preliminary Report. In: California Medicine. 100/1964, S. 106–109
- Hernia Repair Without Disability: A Surgical Atlas Illustrating the Anatomy, Technique, and Physiologic Rationale of the "One-Day" Hernia. Saint Louis 1970, 1986
- Herniorrhaphy. A Personal Experience With 6,321 Cases. In: The American Journal of Surgery. 153/1987, S. 553–559